# Muçulmano
Muçulmano é todo o indivíduo que pratica o Islã, uma religião monoteísta centrada na vida e nos ensinamentos de profeta Maomé, que teria recebido revelações do arcanjo Gabriel (Jibril). Além disso, os muçulmanos também dão ênfase aos dogmas da oração, jejum no mês de Ramadã, peregrinação em Meca e o estudo do Alcorão. Islamismo, Islão (português europeu) ou islã (português brasileiro) (em árabe: إسلام; transl.: Islām), é uma religião abraâmica monoteísta articulada pelo Alcorão, um texto considerado pelos seus seguidores como a palavra literal de Deus (Alá; em árabe: الله; transl.: Allāh), e pelos ensinamentos e exemplos normativos (a chamada suna, parte do hádice) de Maomé, considerado pelos fiéis como o último profeta de Deus. Um adepto do islamismo é chamado de muçulmano.

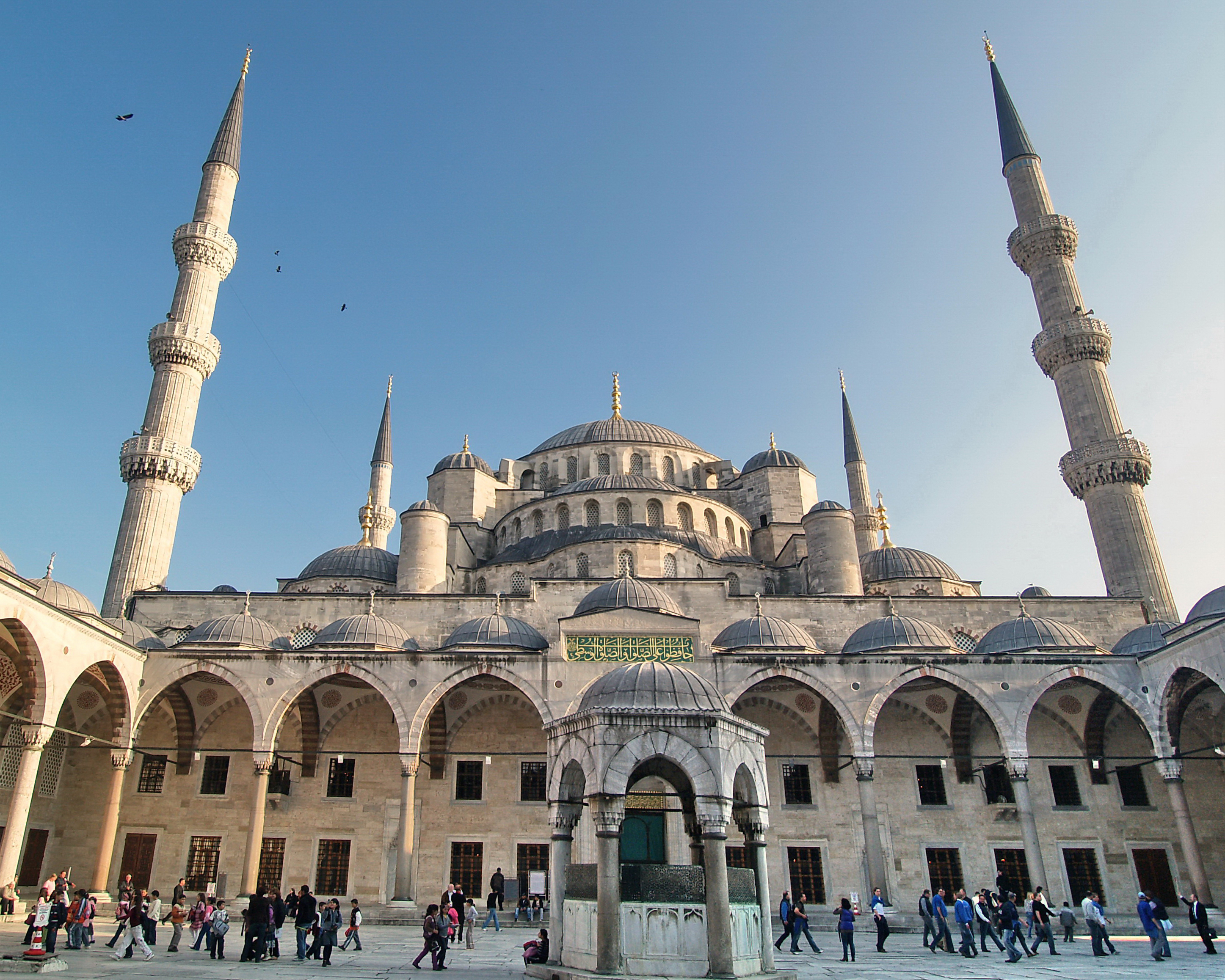
Muçulmanos na Mesquita Azul, em Istambul, Turquia.

Os muçulmanos acreditam que Deus é único e incomparável e o propósito da existência é adorá-Lo. Eles também acreditam que o islã é a versão completa e universal de uma fé primordial que foi revelada em muitas épocas e lugares anteriores, incluindo por meio de Abraão, Moisés e Jesus, que eles consideram profetas. Os seguidores do islã afirmam que as mensagens e revelações anteriores foram parcialmente alteradas ou corrompidas ao longo do tempo, mas consideram o Alcorão (ou Corão) como uma versão inalterada da revelação final de Deus. Os conceitos e as práticas religiosas incluem os cinco pilares do islã, que são conceitos e atos básicos e obrigatórios de culto, e a prática da lei islâmica, que atinge praticamente todos os aspectos da vida e da sociedade, fornecendo orientação sobre temas variados, como sistema bancário e bem-estar, à guerra e ao meio ambiente.

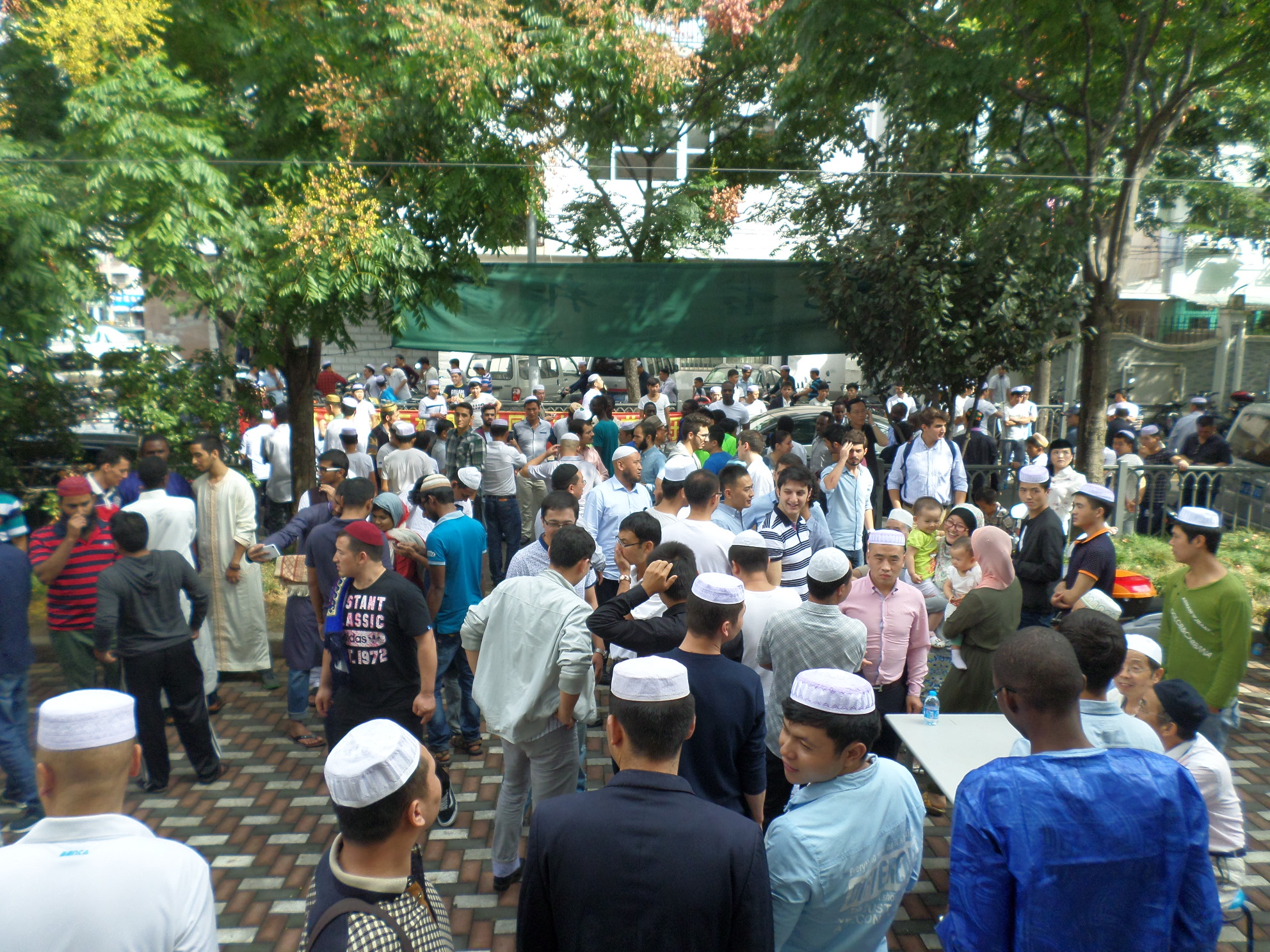
Muçulmanos.

A maioria dos muçulmanos pertence a uma das duas principais denominações; com 80% a 90% sendo sunitas e 10% a 20% sendo xiitas. Cerca de 13% de muçulmanos vivem na Indonésia, o maior país muçulmano do mundo. 25% vivem no Sul da Ásia, 20% no Oriente Médio, 2% na Ásia Central, 4% nos restantes países do Sudeste Asiático e 15% na África Subsaariana. Comunidades islâmicas significativas também são encontradas na China, na Rússia e em partes da Europa. Comunidades convertidas e de imigrantes são encontradas em quase todas as partes do mundo (veja: muçulmanos por país). Com cerca de 1,41–1,57 bilhão de muçulmanos, compreendendo cerca de 21-23% da população mundial, o islão é a segunda maior religião e uma das que mais crescem no mundo. Contudo, estes dados devem ser aceitos com alguma reserva, dado que, por motivos óbvios, não existem estatísticas fiáveis sobre o número de muçulmanos que abandonam a religião.

## Etimologia
A palavra muçulmano deriva do árabe, verbo "aslama", designando "submisso a Deus". O vocábulo pode ter penetrado no português a partir do castelhano, sendo provável que essa língua o tenha tomado do italiano ou do francês, línguas nas quais o vocábulo surge em 1619 e 1657, respectivamente.
Embora com pouco uso, também acham-se registradas em alguns dicionários as palavras variantes moslim, moslém, mosleme e mocelemano, com as mesmas etimologia e acepção.
Considera-se equivocado o termo antigo "maometano" (pois o profeta Maomé não é adorado) e deve ser evitado.